# Ali Tarhoni
ʿAlī ʿAbd al-Salām al-Tarhūnī (in arabo ﻋﻠﻲ عبد السلام ﺍلترهوني ‎?; al-Marj, 1951) è un economista e politico libico.
Il 23 marzo del 2011 è stato nominato ministro delle Finanze e del Petrolio dal Consiglio nazionale di transizione libico e Primo ministro ad interim, dopo la decisione di Mahmud Jibril di ritirarsi dalla vita politica attiva.
Tarhuni ha studiato Economia nell'Università di Libia, fin quando non è fuggito dal suo Paese nel 1973. La sua cittadinanza libica gli fu allora revocata, fu condannato a morte in contumacia e inserito in una lista di persone ostili al regime del col. Muʿammar Gheddafi nel 1981. Dopo essersi rifugiato negli USA, Tarhuni ha proseguito i suoi studi, conseguendo un master's degree nel 1978 e un Ph.D. nel 1983 nella Michigan State University. Dal 1985 è stato Assistente confermato in "Economia dello scambio" (Business Economics) nella Michael G. Foster School of Business dell'Università di Washington.